# Limnophila bogongensis
Limnophila bogongensis là một loài ruồi trong họ Limoniidae. Chúng phân bố ở miền Australasia.